# Adel Iskandar
Adel Iskandar (alias Adel Iskandar Farag), né le 15 mars 1977, est un critique de presse du Moyen-Orient, un théoricien du post-colonialisme et de la presse réformée activiste. Il est l'auteur et le coauteur de plusieurs ouvrages traitant de la presse arabe, de l'analyse de la station de télévision Al Jazeera.

## Biographie
Né dans une famille égyptienne de médecins à Édimbourg (Écosse), il a grandi au Koweït, échappant à l'invasion irakienne et à la guerre du Golfe. À l'âge de 16 ans, il a déménagé au Canada où il a obtenu un diplôme en anthropologie et en biologie sociale à l'Université Dalhousie d'Halifax (Nouvelle-Écosse). Il a obtenu plus tard une maîtrise en communication à l'université Purdue à Hammond en Indiana.
Iskandar a enseigné la communication à l'université du Kentucky entre 2000 et 2005.
Il propose le concept d'« objectivité d'après le contexte » comme une critique de couverture de la presse de guerre.